# Скобликова, Лидия Павловна

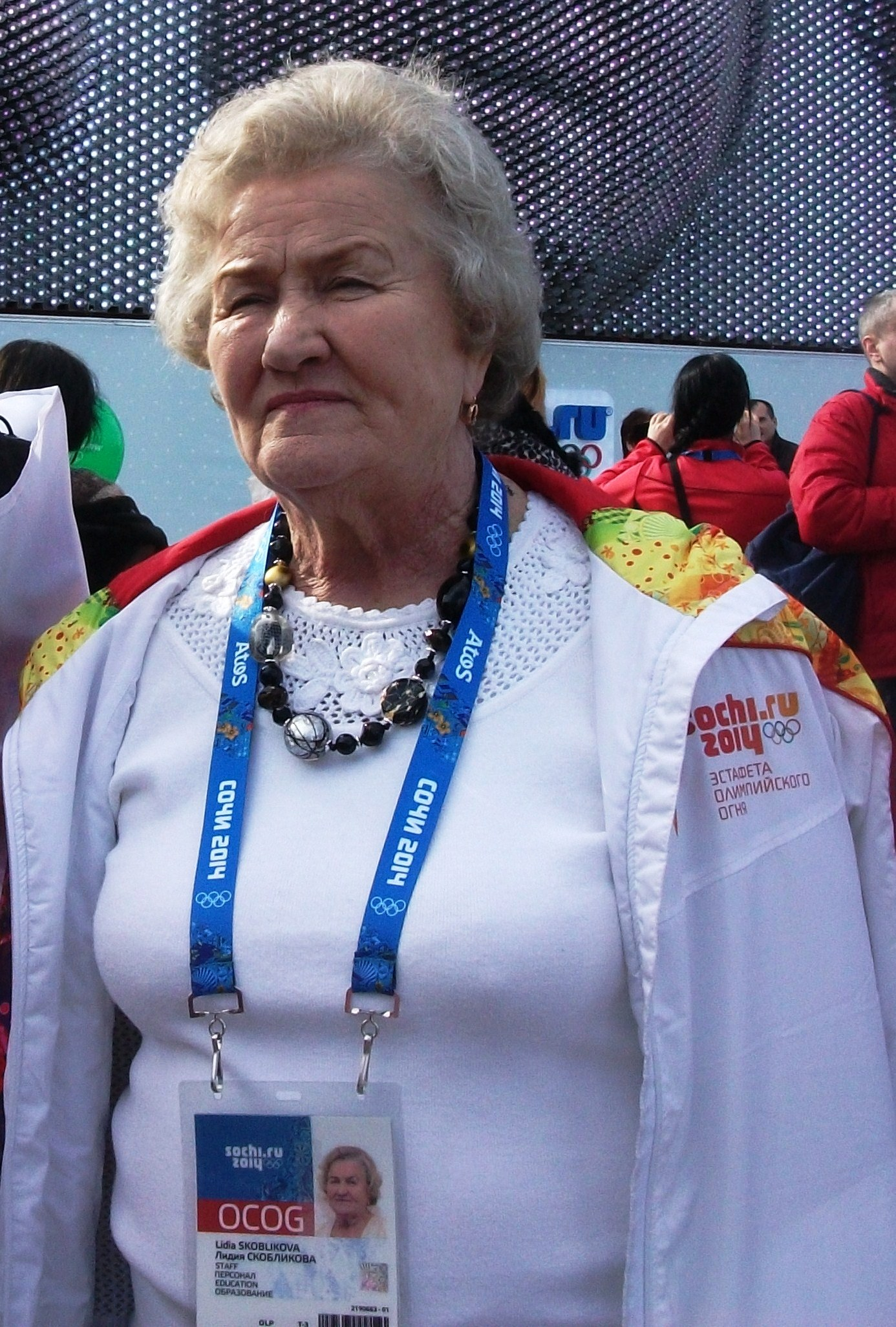
Л. П. Скобликова на Зимней Олимпиаде 2014 в Сочи

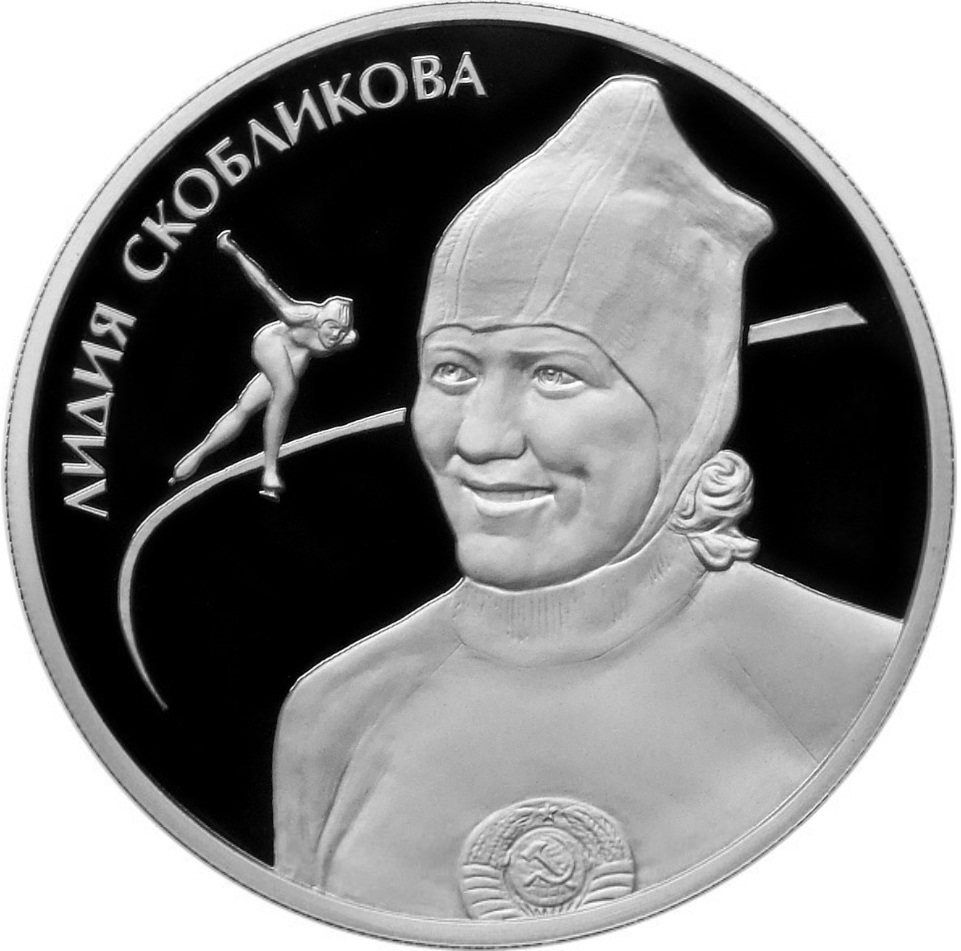
Памятная монета Банка России с портретом Лидии Скобликовой. 2 рубля, серебро, 2012 год

Коньки и награды Л. П. Скобликовой в музее в Челябинске
Ли́дия Па́вловна Ско́бликова (род. 8 марта 1939[…], Златоуст, Челябинская область) — советская конькобежка, 6-кратная олимпийская чемпионка: 2-кратная олимпийская чемпионка 1960 года, 4-кратная чемпионка Олимпиады-1964 года. 2-кратная абсолютная чемпионка мира и 4-кратная призёр чемпионатов мира, 6-кратная рекордсменка мира, 5-кратная олимпийская рекордсменка, чемпионка и 8-кратная призёр чемпионата СССР. Одна из четырёх женщин в истории, выигравших не менее шести золотых медалей на зимних Олимпийских играх. Заслуженный мастер спорта СССР (1960), кандидат исторических наук (1982), профессор. Выступала за «Буревестник» Челябинск и «Локомотив» Москва.

## Биография
Лида выросла в большой семье (отец, мать, три сестры, младший брат). Их отец Павел Иванович работал на заводе металлоконструкции, а впоследствии стал заместителем директора абразивного завода. Мать, Клавдия Николаевна была домохозяйкой. Все четыре сестры опекали младшего брата Славика. Лида росла егозой и непоседой, любила повеселиться и постоять за себя. Любовь к спорту привил ей школьный учитель физкультуры Б.Н. Мишин, способствовавший воспитанию твёрдого характера азартной девочки, всегда стремившейся быть лидером среди сверстников.
Она с увлечением занималась волейболом, лёгкой атлетикой, спортивной гимнастикой, лыжами. В 14 лет выиграла на легкоатлетических чемпионатах Златоуста и Челябинской области (бег на 800 м). Особых успехов она добилась в лыжных гонках. Любви к конькам Лида не испытывала, но однажды увидела у подруги длинные ножи коньков и захотела себе такие. Однако в секции скоростного бега на коньках надо было иметь не меньше 3-го разряда. В 15 лет Скобликова под руководством Евдокимовой Ольги Васильевны (Златоустовского тренера) пришла в конькобежный спорт. На первых же соревнованиях она выполнила норму второго разряда.
В 1956 году стала чемпионкой родного города. В этом же году окончила школу и присоединилась к сёстрам Валентине и Тамаре, поступила в Челябинский педагогический институт на отделение физиологии и физической культуры, и училась там до 1960 года. Тренировалась у Заслуженного тренера СССР Бориса Алексеевича Кочкина. Первых серьёзных успехов Скобликова добилась в 1958 году, став мастером спорта и призёром Спартакиады народов РСФСР в беге на 1500 м; вошла в десятку лучших конькобежцев страны.
В 1959 году заняла общее 3-е место на чемпионате мира в классическом многоборье в Свердловске, и чемпионате СССР. Блестяще овладев стайерской (3000 м) и средней (1500 м) дистанциями, она ещё многим уступала в спринте (500 и 1000 м). Поэтому в летнее время в её подготовку включались велосипед, ролики, бег, толкание ядра, плавание и волейбол. В 1960 году сенсацией стало её выступление на чемпионате мира в классическом многоборье в Эстерсунде, где она завоевала малые золотые медали в беге на 500 и 3000 м и стала 3-й в многоборье.
В 1960 дебютировала на зимних Олимпийских играх в Скво-Вэлли, в программу которых впервые в истории Олимпиад были включены женские соревнования по скоростному бегу на коньках. Победив в беге на 1500 м, первой из всех участников Олимпиады установила мировой рекорд со временем 2:25,20 сек, затем выиграла и свою любимую дистанцию 3000 м и стала 4-й в беге на 1000 м. За высокие спортивные достижения она была удостоена ордена Трудового Красного Знамени. В том же году она соединила свою судьбу с Александром Полозковым, мировым рекордсменом в спортивной ходьбе.
В 1961 году Лидия в третий раз выиграла бронзу в многоборье на чемпионате СССР и на чемпионате мира в классическом многоборье в Тёнсберге, а ещё через год поднялась на 2-е место на чемпионате мира в классическом многоборье в Иматре и выиграла чемпионат СССР на дистанции 3000 м. На чемпионате мира в классическом многоборье в Каруидзаве она впервые стала абсолютной чемпионкой мира, выиграв все четыре дистанции (1000 м с мировым рекордом 1 мин 31,8 сек). Потрясённые японцы подарили "Уральской молнии" жемчужное ожерелье.
На зимних Олимпийских играх в Инсбруке в 1964 году Скобликова установила уникальное достижение в истории скоростного бега на коньках, выиграв все четыре дистанции, установив на трёх из них (500, 1000 и 1500 м) олимпийские рекорды. Специалисты, отмечая лёгкость, красоту и отточенную технику её бега, назвали её «Королевой коньков». В том же 1964-м была принята в КПСС Н. С. Хрущёвым по телефону после триумфа в Инсбруке. Вице-президент Международного союза конькобежцев С. Лофман сказал, что громкий триумф Скобликовой способствует развитию популярности женского конькобежного спорта.
В марте 1964 года Скобликова убедительно выиграла чемпионат мира в классическом многоборье в Кристинехамне, вновь победив на всех четырёх дистанциях и была удостоена второго ордена Трудового Красного Знамени. После трёх лет без соревновании, она приняла участие на чемпионате мира в классическом многоборье в Девентере и заняла 4-е место. В 1968 году стала 7-й на чемпионате мира в классическом многоборье и на зимних Олимпийских играх в Гренобле финишировала 6-й в забеге на 3000 м и 11-й на 1500 м. В 1969 году завершила карьеру спортсменки.
Ледовый дворец спорта в Челябинске с 2004 года носит имя Лидии Скобликовой. Скобликова Была тренером команды спортивно-развлекательного шоу «Большие гонки». В 1964-м внесена в книгу почета Челябинска, с 1999 года - почётный гражданин Златоуста, с 2004 – почётный гражданин Челябинской области. После переезда в Москву была директором спортшколы «Локомотив», работала преподавателем в Высшей школе профсоюзного движения, была профессором на кафедре физвоспитания в Академии труда и социальных отношений. В 1994 году ушла на пенсию..
С 1960 года замужем за Александром Полозковым, который входил в состав сборной СССР по лёгкой атлетике, был мировым рекордсменом по спортивной ходьбе. В 1965 году у пары появился единственный сын – Георгий. Он был в начале 1990-х гг. старшим тренером сборной России по конькобежному спорту.

## Государственные награды
- Орден «За заслуги перед Отечеством» III степени (7 марта 1999) — за выдающиеся спортивные достижения и большой вклад в развитие физической культуры и спорта[6].
- Орден Александра Невского (22 ноября 2023) — за вклад в развитие физической культуры и спорта, многолетнюю добросовестную работу[7].
- Два ордена Трудового Красного Знамени (16.09.1960, за успешные выступления в XVII летних и VIII зимних Олимпийских играх 1960 года, а также за выдающиеся спортивные достижения[8]; 30 марта 1965)
- Орден «Знак Почёта»
- Заслуженный работник физической культуры РСФСР (28 сентября 1989) — за заслуги в развитии физической культуры и спорта[9]
- Почётный гражданин Челябинской области (2004)[10]
- Медаль «За вклад в развитие Челябинской области» (7 февраля 2024) — за большой личный вклад в воспитание спортсменов высокого класса, развитие и популяризацию физической культуры и спорта, деятельность, способствующую процветанию Челябинской области и повышению её авторитета в Российской Федерации и за рубежом